# Минден (Зауер)
Минден (њем. Minden) општина је у њемачкој савезној држави Рајна-Палатинат. Једно је од 235 општинских средишта округа Ајфелкрајс Битбург-Прим. Према процјени из 2010. у општини је живјело 145 становника. Посједује регионалну шифру (AGS) 7232082.

## Географски и демографски подаци
Минден се налази у савезној држави Рајна-Палатинат у округу Ајфелкрајс Битбург-Прим. Општина се налази на надморској висини од 251 метра. Површина општине износи 3,7 km². У самом мјесту је, према процјени из 2010. године, живјело 145 становника. Просјечна густина становништва износи 39 становника/km².